# 松本電気鉄道5000形電車
松本電気鉄道5000形電車（まつもとでんきてつどう5000けいでんしゃ）は、かつて松本電気鉄道（現・アルピコ交通）が保有していた電車である。

## 概要
東京急行電鉄5000系電車の譲受車で、1986年（昭和61年）に上高地線が架線電圧を750Vから1500Vに昇圧する際、それまで使用されていたモハ10形電車を代替するため、8両が投入された。

## 主な改造内容
譲受に際し、下記の改造が実施されている。
- ワンマン機器（バックミラー、出入口表示器等）の取り付け[1]
- 前照灯のシールドビーム化
- 両運転台化（モハ5007・5009）[1]
- 電装解除（クハ5002・5004・5006）[1]
- 塗色を白地に赤・青の帯・「MRC」のロゴの入ったものに更新
なお、東急で譲渡工事終了後の試運転に際し、下塗りの白一色の状態で試運転されている。

## 形式

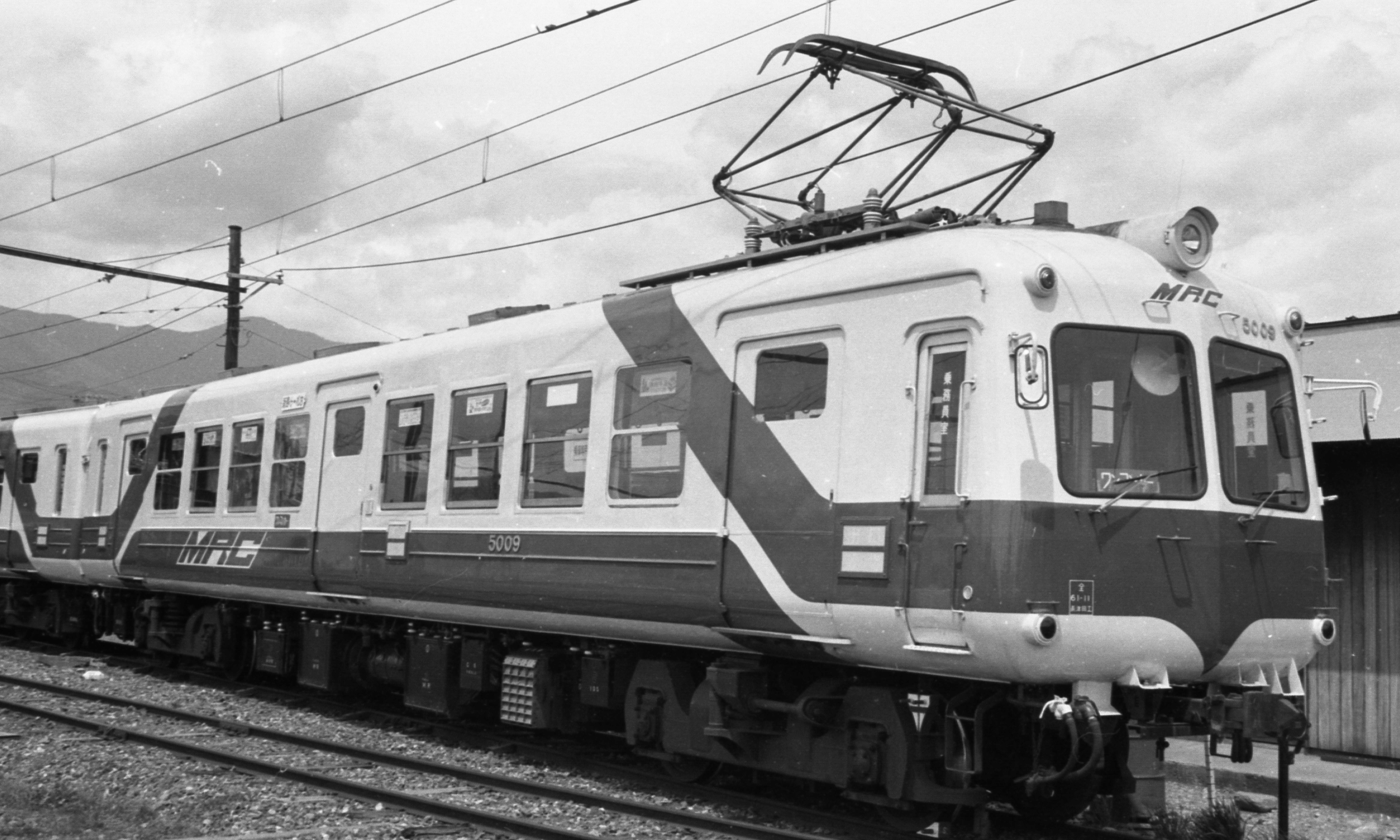
モハ5009

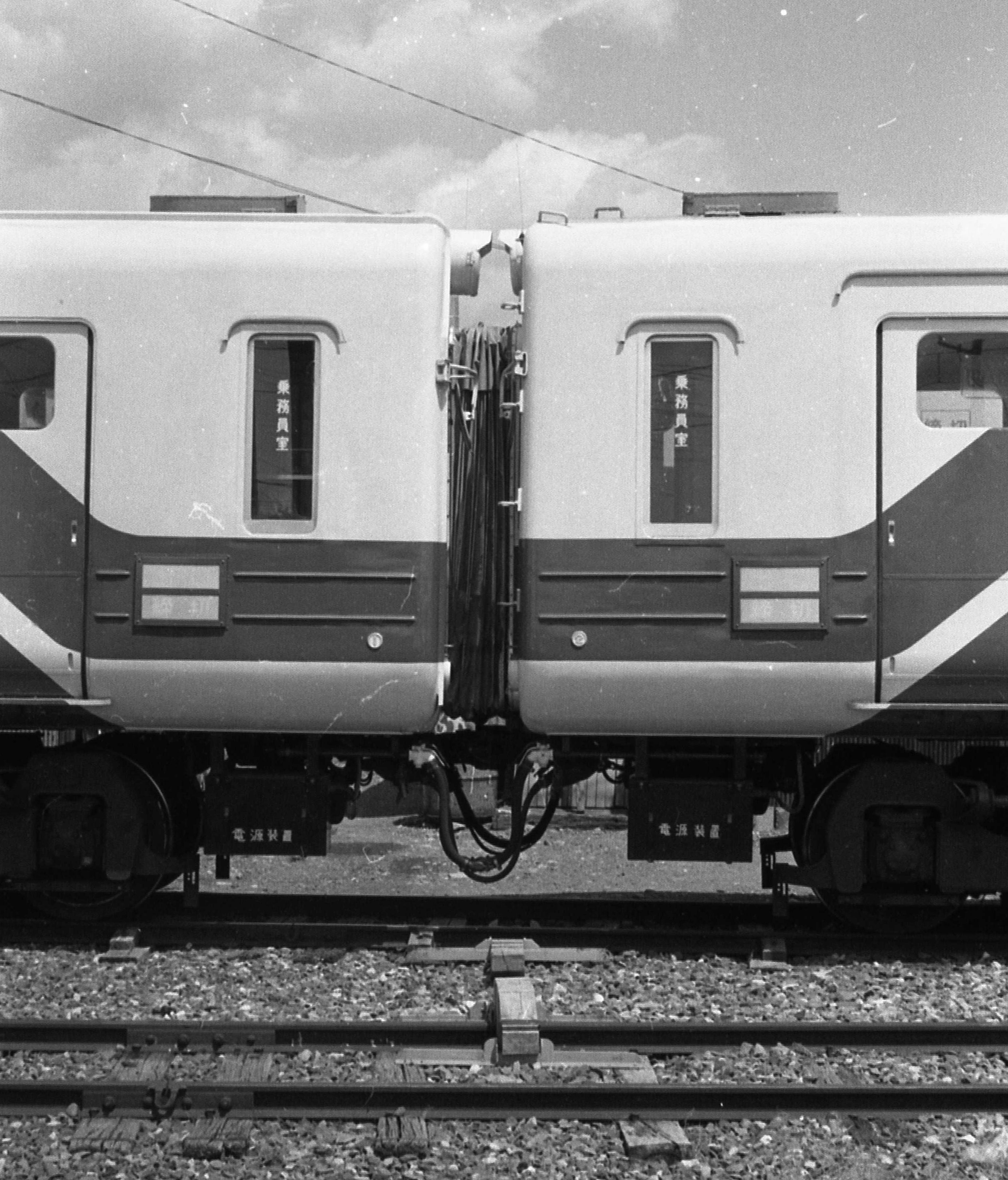
5007と5009の連結部

形式は下記の通りである。種車は全て東急在籍当時は制御電動車（デハ5000形）であった。
モハ5000形
- 5001・5003・5005
片運転台の制御電動車。クハ5000形と編成を組んだ。

- - 5007・5009
両運転台の制御電動車。元の連結面側に前面貫通型の運転台を取り付けた「平面ガエル」。両運転台化用の機器は別の廃車されたデハ5000形の発生品を使用している。モハ50095007と5009の連結部

クハ5000形
- 5002・5004・5006
片運転台の制御車。前述の通り種車はデハ（制御電動車）であるが、入線に際して電装解除されたものである。

編成は2両編成4本。番号は下記の通り（左側が新島々寄り）。
- モハ5001-クハ5002、モハ5003-クハ5004、モハ5005-クハ5006、モハ5007+モハ5009

### 編成表
| 松電での車両番号 | 松電での車両番号 | 東急時代の車両番号 | 東急時代の車両番号 |
| ---------------- | ---------------- | ------------------ | ------------------ |
| モハ5001         | クハ5002         | デハ5047           | デハ5024           |
| 5003             | 5004             | 5051               | 5034               |
| 5005             | 5006             | 5055               | 5048               |
| 5007             | モハ5009         | 5052               | 5050               |

## 運用
入線以来、上高地線の営業列車として運用されてきた。しかし非冷房であったことや車体・機器の老朽化から比較的早期の車両代替が行われることになり、1999年（平成11年）から翌2000年（平成12年）にかけて3000形（元京王電鉄3000系）に代替され、全車廃車となった。なお5007+5009は閑散時の1両運転を考慮して両運転台化されたものであったが、実際に1両で営業運転されることはなかった。

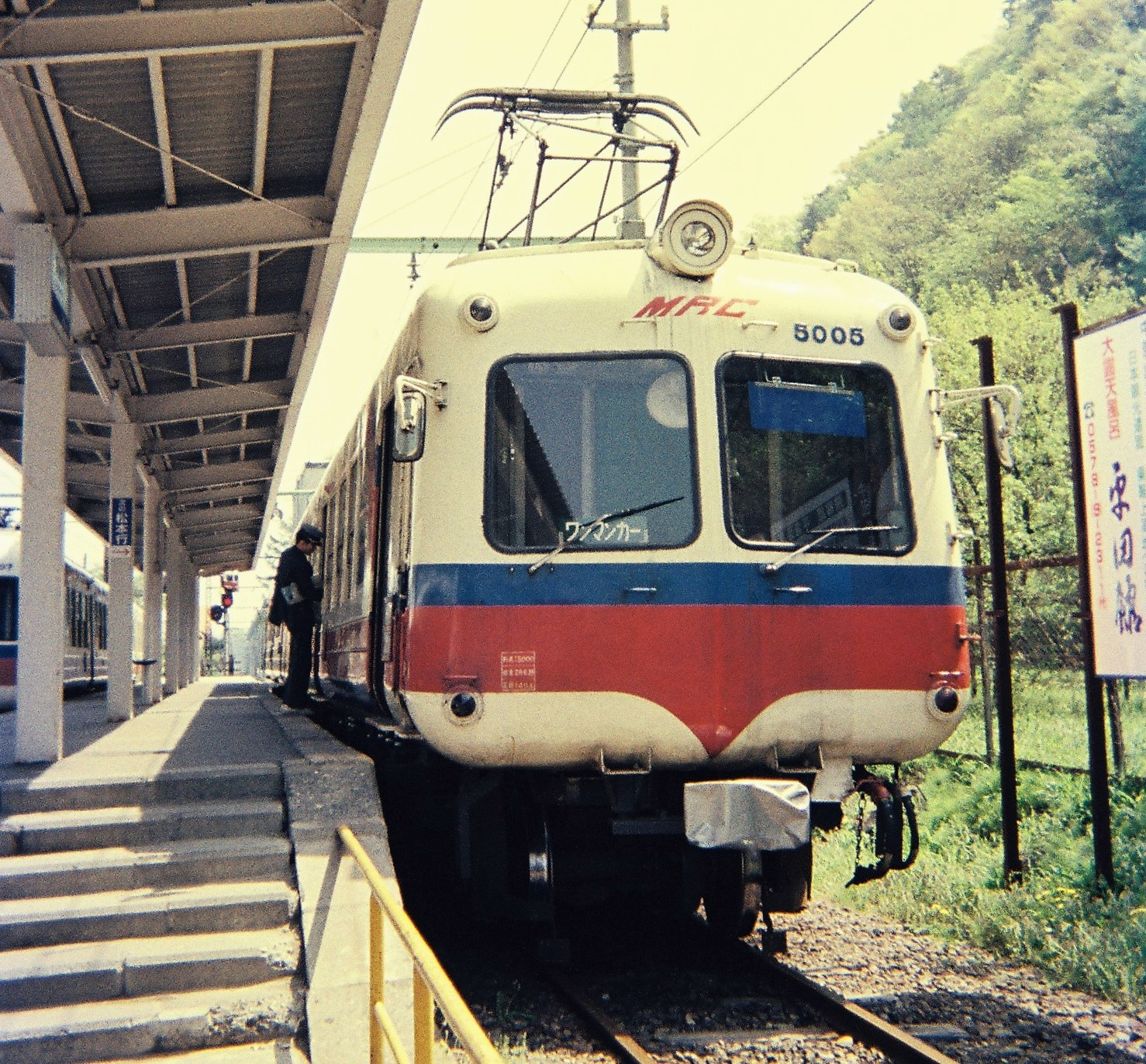
新島々駅に停車する5000形

なお、2006年（平成18年）5月には上田電鉄がイベントに際して同社5200系の外観復元を行った際、本系列で使用されていたパンタグラフが譲渡された。

## 保存車

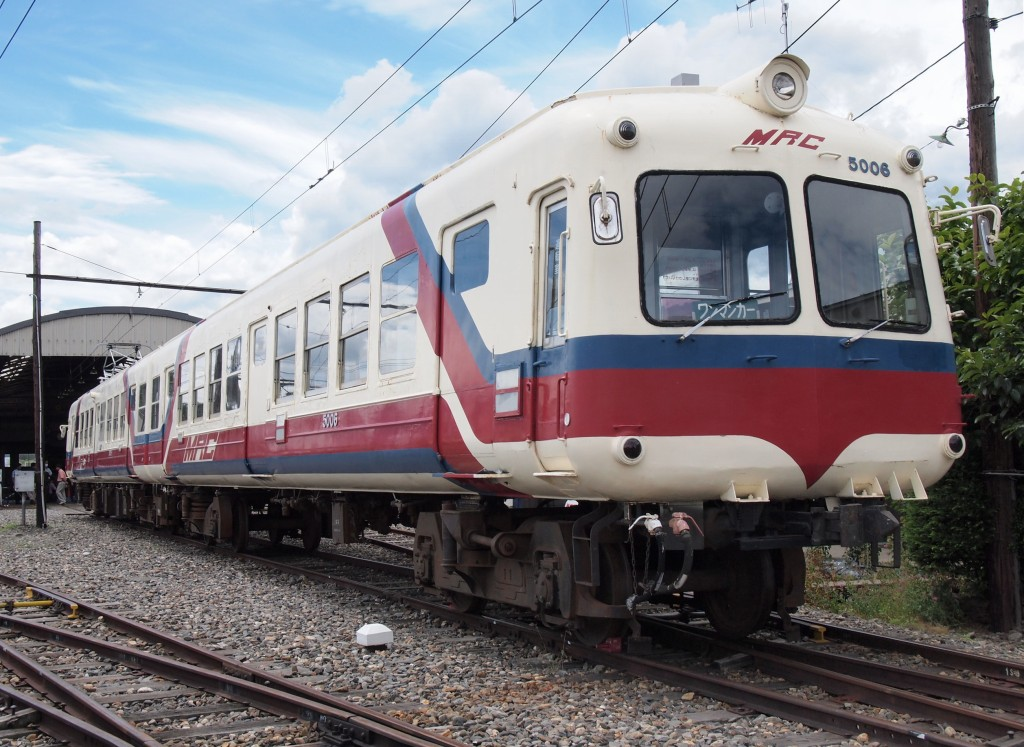
松本電気鉄道塗装時代（2011年6月）

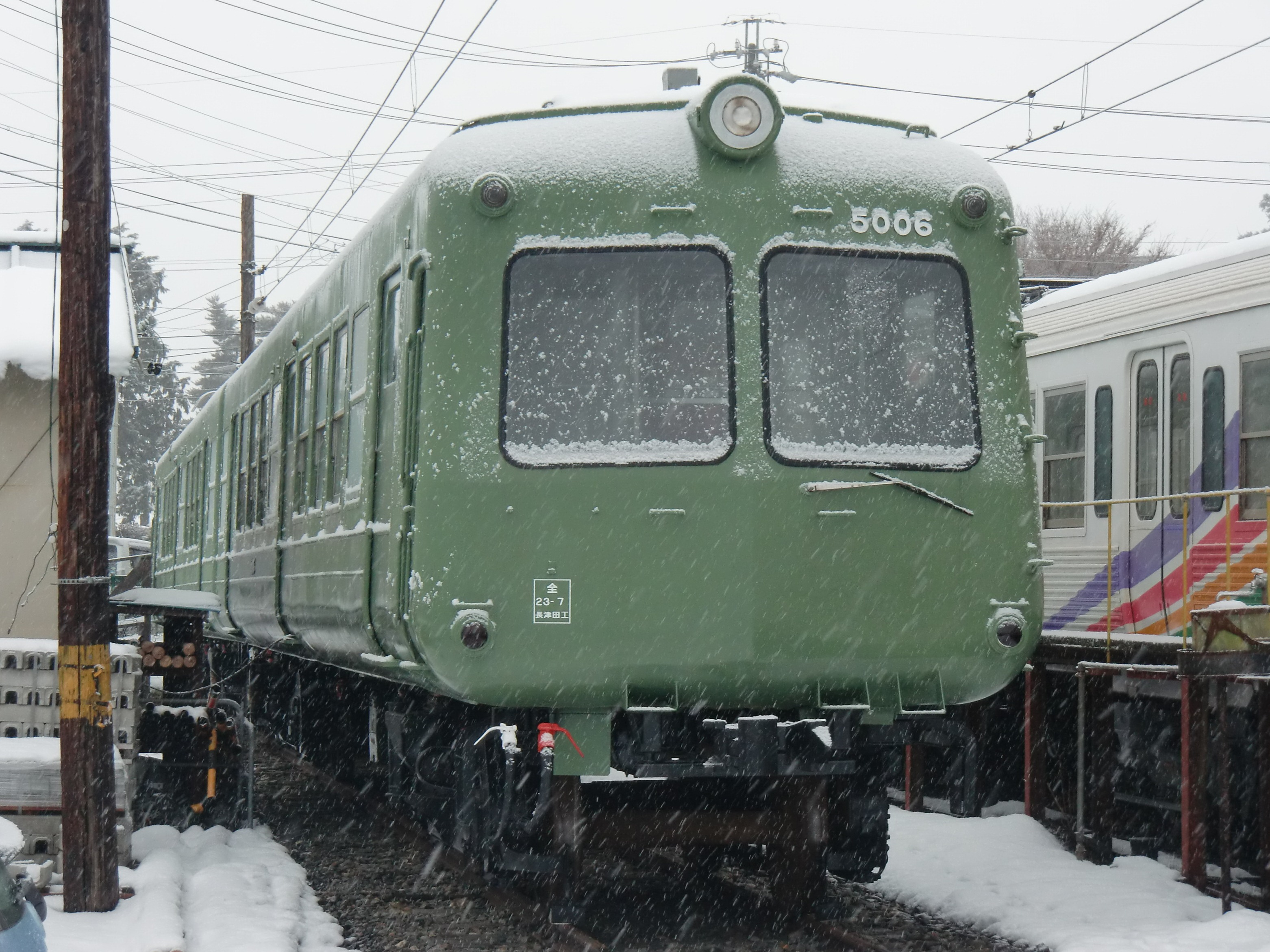
グリーン時代（2012年1月）

廃車後は大半の車両が解体処分されたが、5005＋5006編成のみは解体を免れ、新村駅隣の新村車庫に静態保存された。長年の屋外留置のため車体の傷みが目立つ状態となったため、地元・沿線ボランティア等による再塗装が2009年頃に完了し、現役当時の塗装に復元された。2011年7月には、首都圏や県内の鉄道愛好家有志によって東急時代の姿に復元するための作業が始まり、同年9月にグリーン一色となった姿で公開された。
2020年（令和2年）3月24日に新村車庫より搬出され、群馬県前橋市富士見町赤城高原へ陸送された。現在は同所に保存されているデハ3450形3499号車と隣り合わせの状態で設置されている。